# Ventiseri
Ventiseri (korsisch: Vintisari) ist eine französische Gemeinde mit 2.593 Einwohnern (Stand: 1. Januar 2022) im Département Haute-Corse auf der Insel Korsika. Sie gehört zum Arrondissement Corte und zum Kanton Fiumorbo-Castello. Die Bewohner nennen sich die Ventisérais (korsisch: Vintisaresi).

## Geografie
Im Süden der Landschaft Fiumorbo gelegen, wird die Gemeinde im Süden durch den Fluss Travo begrenzt. Im Osten liegt das Tyrrhenische Meer. Umgeben wird Ventiseri von den Nachbargemeinden Serra-di-Fiumorbo im Norden, Solaro im Süden sowie Chisa im Westen.
Zur Gemeinde gehören neben dem Kernort noch die Ortschaften Piediquercio, Travo, Mignataja und Vix. Durch die Gemeinde führt die Route nationale 198. Hier befindet sich der Militärflugplatz base aérienne 126 Ventiseri-Solenzara.

## Bevölkerungsentwicklung
| 1962 | 1968 | 1975 | 1982 | 1990 | 1999 | 2006 | 2017 |
| ---- | ---- | ---- | ---- | ---- | ---- | ---- | ---- |
| 1029 | 1314 | 1280 | 1702 | 2005 | 2023 | 2243 | 2481 |

## Sehenswürdigkeiten

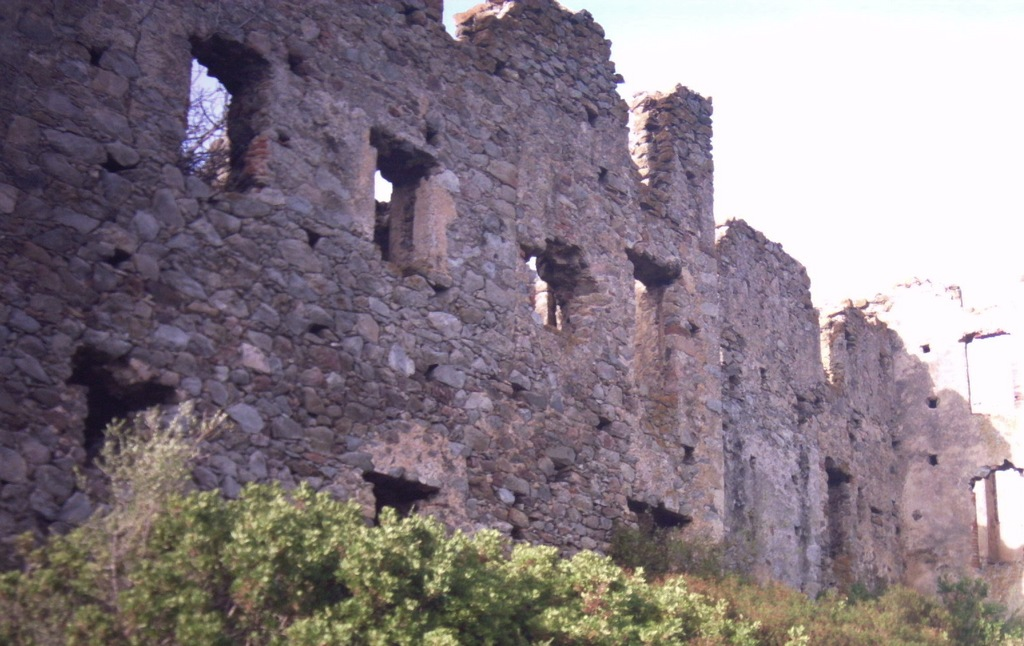
Ruinen des Schlosses Coasina

- Ruinen des alten Schlosses Coasina
- Kapellen Piediquercio, Contra und Travo